# Laane (Kambja)
Laane is een plaats in de Estlandse gemeente Kambja, provincie Tartumaa. De plaats heeft de status van dorp (Estisch: küla) en telt 238 inwoners (2021).
De plaats lag tot in oktober 2017 in de gemeente Ülenurme. In die maand ging deze gemeente op in de gemeente Kambja.
Tussen Laane en Külitse ligt het station Ropka aan de spoorlijn Tartu - Valga.

## Geschiedenis
Laane ontstond op het eind van de 19e eeuw en heette aanvankelijk Kelmiküla (‘Schurkendorp’). In 1922 werd het dorp omgedoopt in het neutralere Laane. De plaats behoorde oorspronkelijk tot het landgoed van Ropkoy (nu onder de naam Ropka een wijk in Tartu).